# Flannan Isles

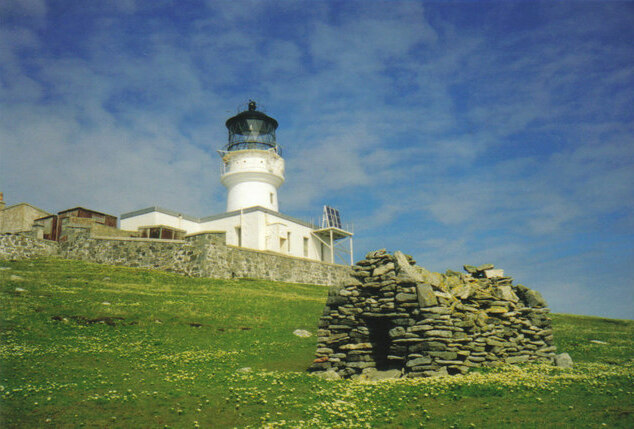
De vuurtoren van de Flannan Isles op Eilean Mòr

De Flannan Isles vormen een archipel in Schotland ver ten westen van de Buiten-Hebriden. Het gebied is onbewoond maar het beschikt wel over een kleine vuurtoren op het grootste eiland. Mogelijkerwijze danken de eilanden hun naam aan de Ierse heilige Flannan. Er worden geen reguliere toeristische excursies naar Flannan georganiseerd.

## Verdwenen vuurtorenwachters
De Flannan-archipel is vooral bekend door het onverklaarde incident dat zich hier in het jaar 1900 voordeed. Toentertijd waren er in de vuurtoren op Eilean Mòr drie vuurtorenwachters actief. In december 1900 zijn zij spoorloos verdwenen. Kort na Kerstmis merkte een voorbijkomend schip op dat de lamp van de vuurtoren uit was. Bij het aan wal gaan merkte men dat een grote ijzeren poort krom getrokken was; binnen in de vuurtoren lag het eten van de vuurtorenwachters nog op tafel. Er is nooit een aanwijzing gevonden omtrent wat er met de drie mannen gebeurd is, want in de logboeken stond niets ongewoons opgetekend. Het is mogelijk dat ze een grote vloedgolf hebben gezien, naar buiten zijn gekomen en per ongeluk werden weggespoeld.
Dit incident werd in de loop der jaren enigszins gemystificeerd met diverse theorieën over demonische activiteiten of politieke complotten. Het inspireerde componist Peter Maxwell Davies tot de kameropera The Lighthouse (1979), filmregisseur Kristoffer Nyholm tot de speelfilm The Vanishing (2018) en Emma Stonex met haar boek The Lamplighters.